# Население на Демократична република Конго
Населението на Демократична република Конго според последното преброяване от 1984 г. е 29 648 833 души.

## Численост
Численост на населението според преброяванията през годините:
| Година | Численост  |
| 1984   | 29 648 833 |

## Възрастова сткруктура
(2005)
- 0-14 години: 47,4 %
- 15-64 години: 50,1 %
- над 65 години: 2,5 %

## Коефициент на плодовитост
- 2007: 6,37

## Религия
- 70 % – християни
  - 50 % – католици
  - 20 % – протестанти
- 10 % – кимбангисти
- 10 % – мюсюлмани
- 10 % – други

## Езици
Официален език в ДР Конго е френският.